# Valeri Movchán
Valeri Ivánovich Movchán –en ruso, Валерий Иванович Мовчан– (Sordorovo, 14 de junio de 1959) es un deportista soviético que compitió en ciclismo en la modalidad de pista, especialista en la prueba de persecución por equipos.
Participó en los Juegos Olímpicos de Moscú 1980, obteniendo la medalla de oro en la prueba de persecución por equipos (junto con Viktor Manakov, Vladimir Osokin y Vitali Petrakov).
Ganó una medalla de oro en el Campeonato Mundial de Ciclismo en Pista de 1982 en persecución por equipos.

## Medallero internacional
| Juegos Olímpicos   | Juegos Olímpicos         | Juegos Olímpicos | Juegos Olímpicos            |
| Año                | Lugar                    | Medalla          | Competición                 |
| ------------------ | ------------------------ | ---------------- | --------------------------- |
| 1980               | Moscú ( URSS)            | Medalla de oro   | Persecución por equipos     |
| Campeonato Mundial |                          |                  |                             |
| Año                | Lugar                    | Medalla          | Competición                 |
| 1982               | Leicester ( Reino Unido) | Medalla de oro   | Persecución por equipos (A) |